# Brunnackad vireo
Brunnackad vireo (Pachysylvia semibrunnea) är en fågel i familjen vireor inom ordningen tättingar.

## Utseende
Brunnackad vireor är en liten vireo. Ovansidan är matt olivgrön, ljusare gråaktig under med vitare strupe och ansikte. En distinkt roströd sjal sträcker sig från nacken och ner över bröstsidorna. Könen är lika.

## Utbredning och systematik
Brunnackad vireo förekommer i Anderna från Colombia till nordvästligaste Venezuela och östra Ecuador. Den placerades fram tills nyligen i släktet Hylophilus, men detta har visat sig vara parafyletiskt i förhållande till Vireo.

## Levnadssätt
Brunnackad vireo hittas i förberg och subtropiska områden från cirka 1000 till 2000 meters höjder, vanligen högre upp än andra vireor i släktet. Den är oftast en ovanlig fågel som håller sig i trädtaket, där enstaka fåglar eller par följer artblandade flockar. 

## Status
Arten har ett begränsat utbredningsområde, men beståndet anses vara stabilt. IUCN kategoriserar arten som livskraftig.